# Katrina Adams
Katrina Adams (Chicago, 5 de agosto de 1968) é uma ex-tenista profissional estadunidense. Ela é a atual presidente da United States Tennis Association. 